# Verband der Schweizer Studierendenschaften
Der Verband der Schweizer Studierendenschaften (französisch Union des Etudiant-e-s de Suisse, italienisch Unione Svizzera degli studenti di scuole universitare, rätoromanisch Uniun svizra da studentas e students, abgekürzt VSS oder VSS-UNES-USU) ist der Dachverband der studentischen Vertretungen in der Schweiz. Er wurde 1920 gegründet und hat seinen Sitz in Bern.

## Ziele
Der VSS vertritt auf eidgenössischer Ebene die Studierendenschaften von Fachhochschulen, Pädagogischen Hochschulen und universitären Hochschulen.
Ein wichtiges Gebot ist die Respektierung der Unabhängigkeit seiner Mitglieder und die Unterstützung dieser bei gemeinsamen Aktionen oder bei Einzelaktivitäten. Der VSS hat auch assoziierte Mitglieder. Diese sind Organisationen, die wichtige regionale oder fachspezifische Interessen von Studierenden vertreten, wie z. B. das Erasmus Student Network (ESN).
Der VSS bezweckt, die materiellen und ideellen Interessen der Studierenden auf nationaler und internationaler Ebene zu vertreten. Dazu arbeitet der VSS mit allen für die Hochschulbildung wichtigen Institutionen und Organisationen zusammen. Neben dem Staatssekretariat für Bildung, Forschung und Innovation (SBFI), der Schweizerischen Konferenz der kantonalen Erziehungsdirektoren (EDK) und den parlamentarischen Kommissionen für Wissenschaft, Forschung und Kultur (WBK) sind die Schweizerische Hochschulkonferenz (SHK), Swissuniversities und die Schweizerische Agentur für Akkreditierung und Qualitätssicherung (AAQ) wichtige Partner des VSS.
Als Mitglied der European Students' Union (ESU) vertritt der VSS die Schweizer Studierenden auch auf europäischer Ebene.
Die Verbandssprachen sind Deutsch, Französisch und Italienisch.

## Organisation
Der VSS ist nach Schweizer Vereinsrecht konstituiert.

### Mitglieder und Assoziierte
Die Mitglieder des VSS setzen sich aus ordentlichen Mitgliedern (Sektionen) und assoziierten Mitgliedern zusammen.
Ordentliche Mitglieder des VSS, auch Sektionen genannt, sind Studierendenorganisationen an Hochschulen und höheren Bildungsanstalten in der Schweiz. Ordentliche Mitglieder waren im Mai 2024:
- Studentische Körperschaft der Universität Basel (skuba)
- Verband der Studierendenschaft der Berner Fachhochschule (VSBFH)
- Studierendenschaft der Universität Bern (SUB)
- Conférence Universitaire des Associations d’EtudiantEs (CUAE; Universität Genf)
- Fédération des Associations d’EtudiantEs UNIL (FAE UNIL; Universität Lausanne)
- Studierendenorganisation der Universität Luzern (SOL)
- Fédération des étudiantEs neuchâteloisEs (FEN)
- Studierendenorganisationen der Fachhochschule Nordwestschweiz (students.fhnw)
- Verband der Studierendenorganisationen der Pädagogischen Hochschulen der Schweiz (VSPHS)
- Verband der Studierenden an der ETH Zürich (VSETH)
- Verband der Studierenden der Universität Zürich (VSUZH)
- Studenti SUPSI (SUPSI)
- Verso (ZHDK)
- Fédération des Associations d'EtudiantEs HES-SO (FAE HES-SO)

Assoziierte Mitglieder des VSS «sind Organisationen, die wichtige regionale oder fachspezifische Interessen von Studierenden vertreten.» Assoziierte Mitglieder waren im Juli 2018:
- Erasmus Student Network (ESN)
- Verband Schweizer Medizinstudierender – Association Suisse des Etudiants en Médecine (SwiMSA)
- Verband der Studierenden an der Schule für angewandte Linguistik (VSSAL)
- Schweizer Verband Studentischer Organisationen für Nachhaltigkeit (VSN)

### Organe
Höchstes Organ des Verbandes ist die halbjährlich stattfindende Delegiertenversammlung. An sie entsenden die einzelnen Sektionen gemäss ihren Mitgliedszahlen zwischen einem und sieben Delegierten. Die Delegiertenversammlung bestimmt als höchstes Organ unter anderem über die Positionen, das Budget und die Aufnahme von Neumitglieder. Zudem wählt sie den Vorstand des Verbandes, die Delegationen und die Mitglieder der thematischen Kommissionen.
Zwischen den Delegiertenversammlungen übernimmt der in der Regel monatlich stattfindende Sektionsrat deren Kompetenzen. In ihm hat jedes ordentliche Mitglied eine Stimme.
Der Verband wird durch den Vorstand geleitet, welcher aus dem Co-Präsidium und fünf weiteren Vorstandsmitgliedern besteht.
Die thematischen Kommissionen des VSS unterstützen den Vorstand in inhaltlicher Hinsicht. Sie erarbeiten insbesondere Positionspapiere sowie politische Stellungnahmen. Gegenwärtig existieren Kommission für Internationales und Solidaritätsarbeit (Commission internationale et de solidarité, CIS), die Gleichstellungskommission (Commission d'Egalité, CodEg), die Hochschulpolitische Kommission (HoPoKo) sowie die Sozialkommission (SoKo).
Die Geschäftsprüfungskommission (GPK) überprüft die Geschäftsführung aller Organe des VSS. Sie gewährleistet die korrekte Auslegung von Statuten und Reglementen.

### Sekretariat und Finanzen
Das Verbandssekretariat besteht aus den Verantwortlichen Verbandsadministration und Finanzen. Die Geschäftsstelle wird ergänzt mit wissenschaftlichen und studentischen Mitarbeitenden, die für hauptsächlich aus Drittmitteln finanzierte, kleinere und grössere Projekte verantwortlich sind.
Das jährliche Budget beläuft sich auf ungefähr 300'000 CHF, die zu zwei Drittel durch die Beiträge der Mitgliedsorganisationen bestritten werden, was dem VSS politische Unabhängigkeit ermöglicht.

## Geschichte

### Vorgeschichte
Schon 1892 gründete sich ein erster Verband schweizerischer Studentenschaften, um die damals recht lose organisierten Studierendenvertretungen der Schweiz zu verbinden. Bereits um 1898 scheint er wieder eingegangen zu sein. Während seiner kurzen Existenzdauer widmete er sich in erster Linie der Pflege des gegenseitigen Kontakts sowie dem erfolglosen Versuch, eine Einkaufsgenossenschaft für wissenschaftliche Literatur zu gründen.
In den Folgejahren verhinderten namentlich an den grossen Deutschschweizer Universitäten Basel, Bern und Zürich Streitigkeiten zwischen Studentenverbindungen und der freistudentischen Bewegung das Entstehen einheitlicher Studierendenvertretungen. Solche bestanden nur an der ETH sowie der Universität Freiburg (letztere allerdings mit bescheidenem Aktivitätenumfang). Erst während und kurz nach dem Ende des Ersten Weltkriegs entstanden in einer eigentlichen «Gründungswelle» an fast allen Universitäten der Schweiz öffentlich-rechtliche Studierendenschaften mit obligatorischer Mitgliedschaft (und entsprechend solider organisatorischer und finanzieller Grundlage).

### Von der Gründung bis zum Zweiten Weltkrieg

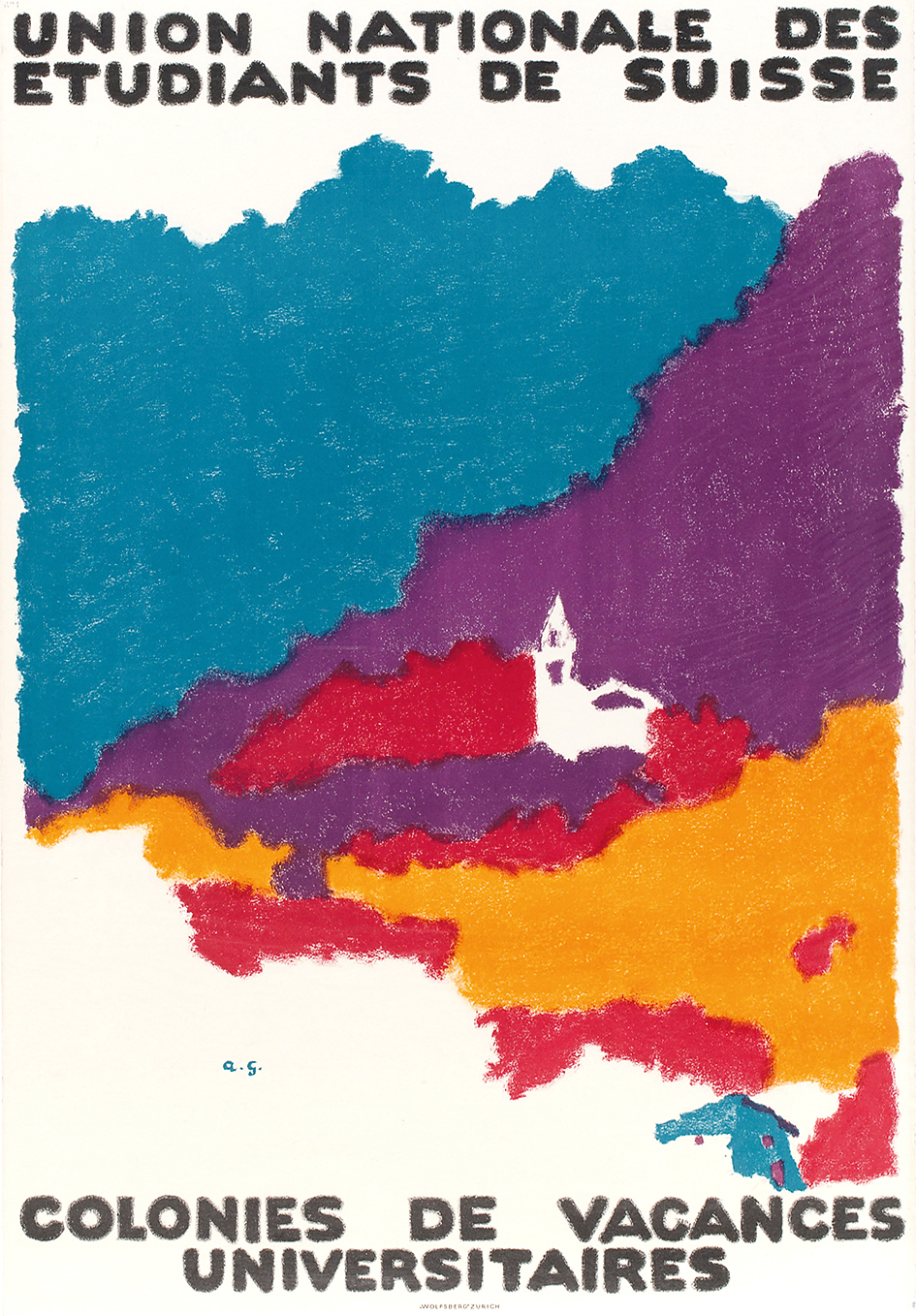
Plakat für Ferienkolonien des VSS von Augusto Giacometti (1924)

Am 19. Juni 1920 wurde in Zürich der heutige VSS als Verband der Schweizerischen Studentenschaften (französisch Fédération suisse des étudiants) gegründet. Gründungsmitglieder waren die Studierendenschaften der ETH Zürich (der VSETH), der Handels-Hochschule St. Gallen, der Universitäten Neuenburg und Zürich sowie die Federazione Gioliardica Ticinese, die Vertretung der italienischsprachigen Studierenden. Massgebende Triebfeder zur Gründung war der (auch für die Einzelstudierendenschaften massgebende) «soziale Gedanke der Studentischen Selbsthilfe» und die Völkerbundsidee. Dementsprechend trat der VSS bereits 1921 der Confédération internationale des étudiants bei.
In den folgenden Jahren schlossen sich auch die Studierendenorganisationen der verbleibenden Universitäten, die anfangs noch abseitsgestanden waren oder sich überhaupt erst bilden mussten, dem VSS an. Von 1931 bis 1969 vertrat der VSS sämtliche Studierende aller universitärer Hochschulen der Schweiz.
In den ersten Jahrzehnten seiner Existenz konzentrierte sich der VSS auf die praktische Arbeit zugunsten der Studierenden. So förderte und koordinierte er den Schweizer Hochschulsport, bot billige Reisen für Studierende an, fungierte als schweizerische Herausgabestelle für die internationale Studierendenkarte, gründete eine Dissertationszentrale und versuchte (wie schon sein gescheiterter Vorgänger Ende des 19. Jahrhunderts) billigere Bücherpreise für Studierende zu erwirken. Er beteiligte sich massgeblich an der Gründung des Hochschulsanatoriums für tuberkulosekranke Studierende in Leysin und des Maison Suisse in der Cité Internationale Universitaire de Paris. Solidarisch zeigte sich der VSS mit ausländischen Studierenden (hauptsächlich mittels Geldsammlungen) sowie mit der Schweizer Gebirgsbevölkerung, die er im Rahmen jährlich durchgeführter studentische «Arbeitskolonien» unterstützte.
In den frühen 1930er-Jahren hatte die rechtsextreme Frontenbewegung an den Universitäten viele Anhänger. Die Nationale Front, die wichtigste faschistische Partei der Schweiz, wurde von Zürcher Studentenfunktionären gegründet. Inwiefern diese Tendenzen auch die Arbeit des VSS beeinflussten, ist indes nicht bekannt. Immerhin äusserte sich der Verband mehrmals kritisch zur Politik des nationalsozialistischen Deutschlands, so etwa anlässlich der Ermordung des Münchner Studentenwerksgründers Fritz Beck, von Repression gegen Studierende im besetzten Norwegen sowie insbesondere bei Einmischungen in innere Angelegenheiten der Schweiz. Allgemein waren der VSS und seine Mitgliedsorganisationen – damals stark mit der schweizerischen Elite verbunden – überzeugte Unterstützer der Geistigen Landesverteidigung.

### Der VSS in der Nachkriegszeit
Erst ab der zweiten Hälfte der 1940er-Jahre werden regelmässig Studentinnen in VSS-Ämter gewählt. Zwar hatte der VSS bereits bei seiner Gründung eine weibliche Vizepräsidentin gehabt (Marguerite Roséda), danach war der VSS-Vorstand aber für mehr als ein Vierteljahrhundert ein reines Männergremium geblieben.
Auch in der Nachkriegszeit machten die praktischen Tätigkeiten einen wichtigen Teil der VSS-Arbeit aus. Während die Arbeitskolonien Mitte der 1950er-Jahre eingestellt wurden, erlebte das studentische Reiseweisen einen starken Aufschwung. Schon kurz nach Ende des Zweiten Weltkriegs vermittelte der VSS Studierendenaustausche in fast alle Länder Europas. Um den gestiegenen organisatorischen Anforderungen gerecht zu werden, gründeten der VSS und mehrerer Studierendenschaften 1962 den Schweizerischen Studentenreisedienst (SSR) als selbständige Genossenschaft.
Die internationale Studierendenzusammenarbeit stand bald schon im Schatten des Kalten Krieges. Der VSS lehnte einen Beitritt zur kommunistischen dominierten International Union of Students (IUS) ab und schloss sich stattdessen der prowestlichen International Student Conference (ISC) an, wo er allerdings lange versuchte, sich in «politischen Fragen» neutral zu verhalten. Nach dem Ungarischen Volksaufstand von 1956 organisierten der VSS und seine Mitglieder umfangreiche Hilfsaktionen, insbesondere zur Unterstützung geflüchteter Studierender. Ab der zweiten Hälfte des 1950er-Jahre ergänzte der VSS seinen Antikommunismus durch Kritik an rechten Diktaturen (Apartheidregime) sowie europäischen Kolonialmächten (Algerienkrieg).
Während die internationalen Aktivitäten an eine bis zur Verbandsgründung zurückreichende Tradition anknüpfen konnten, handelte es sich beim sozial- und hochschulpolitischen Engagement um eine echte Neuerscheinung. Entsprechende Diskussionen im VSS der Zwischenkriegszeit waren, soweit sie überhaupt stattgefunden hatten, konservativ geprägt gewesen. Eine Neuorientierung zeichnete sich aber am Ende des Zweiten Weltkriegs ab. Angesichts des starken Einsatzes von Studenten im Aktivdienst fordert der VSS 1945 die Einführung einer Studienausfallversicherung für wehrdienstleistende Studierende. 1950 präsentierte er ein erstes Konzept für einen nationalen Darlehen- und Stipendienfonds.
Zusätzliche Dynamik gewannen die sozial- und hochschulpolitischen Forderungen in den 1960er-Jahren. In einer Broschüre anlässlich der Expo 64 bezeichnete der VSS einen massiven Ausbau der Hochschulen als «wirtschaftliche Notwendigkeit». 1966 forderte er 100 Millionen Franken Soforthilfe für die Hochschulen. Im Jahr 1968 ergriff der VSS zusammen mit dem VSETH das Referendum gegen ein neues ETH-Gesetz, u. a. weil dieses nicht genügend Mitbestimmung vorsah. In der Volksabstimmung vom 1. Juni 1969 lehnte die Stimmbevölkerung das Gesetz dann auch tatsächlich mit 65,5 % Nein-Stimmen ab, wobei allerdings fraglich war, inwieweit die Abstimmenden alle studentischen Forderung teilten. Kurz darauf lancierte der VSS seine erste eidgenössische Volksinitiative, welche die Einführung elternunabhängiger, rückzahlbarer Studienbeihilfen gemäss dem sogenannten «Lausanner Modell» forderte. Die Initiative wurde im Mai 1972 mit der nötigen Anzahl Unterschriften eingereicht, im Juli 1974 jedoch vom Initiativkomitee zurückgezogen.
VSS-intern herrschte in den 1950er- und 1960er-Jahren ein Dauerkonflikt zwischen West- und Deutschschweiz. Zwar bewegten sich die politischen Positionen der Studierendenschaften beider Sprachregionen stetig nach links, die französischsprachigen Sektionen waren den deutschsprachigen dabei aber stets «einige Jahre voraus». Ein 1960 in Lugano ausgehandelter Kompromiss, in dessen Folge der Geschäftssitz des VSS von Zürich nach Bern verlegt wurde, sorgte nur temporär für Beruhigung.

### Die neue Linke in der organisierten Studierendenschaft
Bereits im Jahr 1962 erlangte die Action syndicale universitaire (ASU), welche die Studierenden als Arbeitende betrachtete und eine gewerkschaftlichere Orientierung der Studierendenpolitik forderte, die Kontrolle über Studierendenschaft der Universität Genf. Ab 1967 zog sich die zunehmend radikaler werdende ASU allerdings aus der institutionellen Studierendenpolitik zurück. Unter ihrem anarchosyndikalistischen Einfluss und inspiriert vom Mai 68 beschlossen die Studierendenschaft der Universitäten Genf und Lausanne schliesslich 1969 die Selbstauflösung. Da zugleich die Neuenburger Studierendenschaft FEN aus dem VSS austrat, war die französischsprachige Schweiz im VSS daraufhin während mehr als eines Jahrzehnt nur noch durch die AGEPOLY (ETH Lausanne) sowie die zweisprachige AGEF aus Freiburg vertreten.
In den Deutschschweizer Hochschulen (sowie der zweisprachigen Universität Freiburg) hielten Mitte der 1960er-Jahre neue Aktionsformen wie Protest-Picknicks Einzug, vorerst noch auf universitätsspezifische Einzelanliegen bezogen. Bald jedoch gingen die Studierendenorganisationen zu einer allgemeinen Gesellschafts- und Hochschulkritik im linken Sinne über. Die Studierendenschaften verstanden sich nun als inneruniversitäre Opposition. In Basel stellte ab 1969 die von der kommunistischen POB dominierte Linke den Vorstand der Studentenschaft, ab 1971 konnte sie zudem auf eine Mehrheit im Studierendenparlament vertrauen. In der Studierendenschaft der Universität Bern (SUB) gab es 1972 erstmals einen explizit linken Vorstand mit marxistischem Programm.
Auf den neuen Kurs der Studierendenorganisationen reagierten die Behörden verschiedentlich mit Repressionen. Den Studierendenorganisationen der Universität Bern (SUB) und der ETH Zürich (VSETH) entzog man vorübergehend die Finanzautonomie, zeitweise durften sie auch den VSS-Mitgliederbeitrag nicht zahlen. 1971 wurde der Präsident des VSETH, 1974 derjenige der SUB vom Studium ausgeschlossen.  Die öffentlich-rechtlichen Studierendenschaften der Universitäten Basel und Zürich wurden nach Klagen bürgerlicher Studierender sogar ganz aufgelöst. Ihre auf freiwilliger Mitgliedschaft basierenden Nachfolgeorganisationen vermochten keinen gleichwertigen Ersatz zu bilden.
Entsprechend der Haltung seiner Mitgliedsorganisationen vertrat auch der VSS zunehmend klar linke Positionen. So drangen etwa 1971 zwei VSS-Vertreter in die Sitzung die Schweizerische Hochschulrektorenkonferenz ein und kritisierten, dass dort «hinter verschlossenen Türen Entscheide gemäss den Bedürfnissen der Privatwirtschaft gefällt» und dabei die «Mittel- und Grundschichten» empfindlich getroffen würden. Im Jahr 1973 trat die bürgerlich gebliebene Studierendenschaft der Universität St. Gallen aus dem VSS aus. Bürgerliche Studierendenvereine und Studentenverbindungen versuchten in der Folge mit dem Verband Schweizerischer Liberaler Studentenorganisationen (SLS) sowie dem mit diesem eng verbundenen Dachverband Schweizerischer Studentenorganisationen (DSO) Konkurrenzorganisationen zum VSS aufzubauen.
Zentrales Themenfeld des VSSs blieb in den 1970er- und 1980er-Jahren die Bildungspolitik. Regelmässig präsentierte der VSS umfassende Reformvisionen für die Hochschulpolitik, die didaktischen Methoden, die Art der wissenschaftlichen Forschung und das Bildungssystem allgemein (teilweise auch über den Tertiärbereich hinaus). Neben diesen hochfliegenden Pläne engagierte sich der VSS jedoch auch in konkreten Einzelfragen wie etwa der Gestaltung der medizinischen Ausbildung. Diesbezüglich den grössten Erfolg verzeichnete er 1985, als er zusammen mit anderen Jugendverbänden in einer Volksabstimmung die Abschaffung der Bundessubventionen an die kantonalen Stipendien verhinderte. International zeigte sich der VSS solidarisch mit den Studierenden im globalen Süden (Protesttag gegen die Repressionen der Pinochet-Diktatur in Chile, Broschüre zur Situation in El Salvador), aber auch mit den von Berufsverboten in der Bundesrepublik Deutschland Betroffenen. Der seit Ende 1970er / anfangs 1980er-Jahre verstärkte Einfluss der feministischen Bewegung machte sich im VSS durch die «AG Frauen» bemerkbar. 1990 änderte der VSS seinen offiziellen Namen in Verband der Schweizerischen StudentInnenschaften. Ab 1991 fand zudem während einiger Jahre vor den Sitzungen des VSS-Delegiertenrats eine «Frauensession» der weiblichen Delegierten statt.
Die Dienstleistungen verzeichneten demgegenüber einen Bedeutungsverlust. Nach einem Streik traten der VSS und seine Mitglieder 1978 die Mehrheit des Studentenreisediensts SSR an dessen Mitarbeitende ab (1998 sollte der SSR schliesslich privatisiert und an STA travel verkauft werden). Relativ erfolgreich war die vom VSS und den Studierendenorganisationen von Universität und ETH Zürich gemeinsam herausgegebene Zeitschrift «Das Konzept», aus der 1982 Die Wochenzeitung (WOZ) wurde, die aber nichts mehr mit dem VSS zu tun hatte. Projekte wie ein 1986 herausgegebener Autostopp-Wegweiser blieben hingegen Einzelaktionen.

### Die 1990er und 2000er Jahre
In den 1990er-Jahren, als in der Schweiz eine Wirtschaftskrise herrschte, konzentrierten sich die Aktivitäten des VSS (ebenso wie jene der einzelnen Studierendenorganisationen) mehr und mehr auf den Kampf gegen Sparmassnahmen und wirtschaftsliberale Reformen sowie die Sozialpolitik. Für die 1991 lancierte zweite Stipendieninitiative brachte der VSS die nötigen Unterschriften ebenso wenig zusammen wie für ein erneutes Referendum gegen ein neues ETH-Gesetz, durch das die studentische Mitbestimmung abnahm. Dafür engagierte sich der VSS massiv gegen den Numerus clausus und Bestrebungen zur Revision des Arbeitslosenversicherungsgesetzes. Im Dezember 1994 trat der VSS aus Protest gegen die Einführung des Numerus clausus aus der Schweizerischen Hochschulkonferenz (SHK) aus. 1996 fragte er anlässlich seines 75-jährigen Jubiläums «Wer profitiert von der Universität?», 1998 führte er eine «Aktionswoche gegen die Verschlechterung der Studienbedingungen» durch.
Institutionell brachte das Ende des Kalten Kriegs eine gewisse Entspannung der Fronten mit sich. Die Studierendenschaft der Universität Bern konnte ihren finanziellen Status dauerhaft regeln. Die Freiburger AGEF, in der in den 1980er-Jahren die Auseinandersetzungen zwischen linken und rechten Studierenden besonders heftig ausgefallen waren, reorganisierte sich auf Fachschaftsbasis. 1995 entstand mit der skuba wieder eine öffentlich-rechtliche Studierendenschaft in Basel. An der Universität Zürich sollte es bis zu demselben Schritt indes noch bis 2011 (Gründung des VSUZH) dauern. Dass politische Differenzen jedoch nach wie vor virulent waren, zeigte sich, als der VSETH 1998 mit knappem Mehr den Austritt aus dem VSS beschloss. Von 2002 bis 2008 bildeten der VSETH, die AGEPOLY (ETH Lausanne) und die Studierendenschaft der Universität St. Gallen den Verband der Schweizerischen Hochschulstudierendenschaften (VSH) als «weniger linke» Alternative zum VSS. Anschliessend kehrten die beiden ETH-Studierendenorganisationen wieder zum VSS zurück.
Durch den 1999 beginnenden Bologna-Prozess mit seinen einschneidenden Auswirkungen auf die Schweizer Hochschulen erhielt das globalisierungskritisch inspirierte antineoliberalen Engagement der VSS eine neue Richtung. Der VSS stellte sich gegen die Bologna-Reform und erachtete stattdessen internationalen Kooperation und Koordination ausserhalb dieser als sinnvoll. 2003 führte der VSS Informationsveranstaltungen gegen das GATS durch, 2004 sprach er sich gegen den neuen Finanzausgleich aus. Um seine Ziele zu erreichen, setzte der VSS dabei sowohl politisch-institutionelle als auch militantere (Blockade einer Sitzung der Universitätskonferenz im Jahr 2002) Mittel ein. Die nach österreichischem Vorbild durchgeführten Hörsaalbesetzungen von 2009 wurden jedoch grösstenteils ohne Beteiligung der offiziellen Studierendenschaften organisiert.
In der internationale Tätigkeit des VSS verschob sich der Schwerpunkt mehr und mehr von klassischer Solidaritätsarbeit (Petition nach dem Tian’anmen-Massaker 1989, Ausstellung zum Algerischen Bürgerkrieg 1994) hin zur europäischen Zusammenarbeit, die mit dem Bolognaprozess und den Bilateralen Verträgen deutlich an Bedeutung gewann. Schon 1983 war der VSS dem kurz zuvor gegründeten West European Student Information Bureau (WESIB) beigetreten, der sich mit der Zeit zur heutigen European Students' Union (ESU) entwickelte. Im Jahr 2016 stellte der VSS mit Lea Meister erstmals die ESU-Präsidentin.
Die Schaffung von Fachhochschulen ab Ende der 1990er-Jahre erweiterte die Schweizer Hochschullandschaft wesentlich. Als erste Fachhochschulstudierendenschaft wurde 2002 der Studierendenverband der Zürcher Fachhochschule (VSZFH) in den VSS aufgenommen, ihm folgten 2004 der Verband der Studierenden der Berner Fachhochschulen (VSBFH) und 2006 students.fhnw, die Studierendenorganisation der Fachhochschule Nordwestschweiz.

### Entwicklungen seit 2010
In der ersten Hälfte der 2010er-Jahre stand die (dritte) Stipendieninitiative klar im Zentrum der VSS-Aktivitäten. Diese verlangte die Harmonisierung der 26 kantonalen Stipendiensysteme, um so die grossen kantonalen Unterschiede bei der Stipendienvergabe auszugleichen. Am 20. Juli 2010 lanciert, konnte der VSS sie am 20. Januar 2012 über 117’000 Unterschriften einreichen. Anders als ihre beide Vorgängerinnen wurde sie auch tatsächlich Volk und Ständen vorgelegt, die sie am 14. Juni 2015 allerdings klar ablehnten. Stattdessen trat ein indirekter Gegenvorschlag in Kraft.
Mitte der 2010er-Jahre, besonders nach der Ablehnung der Stipendieninitiative, diskutierten verschiedene Studierendenorganisationen über einen VSS-Austritt. Tatsächlich vollzogen diesen Schritt die AGEF (Universität Freiburg), die AGEPOLY (ETH Lausanne) sowie vorübergehend die Studierendenorganisation der Universität Luzern (SOL). Dafür trat 2019 der VSPHS, der Dachverband der Pädagogischen Hochschulen, dem VSS bei, womit erstmals auch der dritte Hochschultypus mit einer eigenen Organisation im Verband vertreten war. Die veränderte politischen Haltungen einzelner Sektionen und die (gegenüber früheren Jahrzehnten) deutlich breiteren Mitgliederbasis führte dazu, dass sich das Spektrum der im VSS-Vorstand vertretenen politischen Meinungen im Verlauf des Jahrzehnts deutlich verbreiterte.
Schwerpunkte des VSS-Engagements in der zweiten Hälfte der 2010er-Jahre waren der Kampf für die Wiederassoziierung der Schweiz an das europäische Mobilitätsprogramm Erasmus+ und das Forschungsprogramm Horizon 2020, von denen die Schweiz nach Annahme der Masseneinwanderungsinitiative ausgeschlossen worden war, der Einsatz für Nachhaltigkeit sowie das infolge der grossen Fluchtbewegungen von 2015 lancierte Projekt «Perspektiven – Studium», das sich für den Hochschulzugang von geflüchteten Studierenden einsetzt.

## Publikationen und Quellen

### Positionspapiere (Auswahl)
- Hochschulpolitische Kommission des VSS (HoPoKo) / Sarah Gerhard et al.: Perspektiven zur Hochschullandschaft Schweiz = Perspectives sur le paysage suisse des hautes écoles. 2008, ISBN 978-3-906566-72-6.
- Gabriela Irimia et al.: Der VSS zur Ökonomisierung der Hochschulbildung = L’UNES sur la marchandisation de la formation supérieure = The Swiss Student Union towards the commodification of higher education. 2012, OCLC 980329256.
- Hochschulpolitische Kommission des VSS (HoPoKo) / Carl Thomas Bormann et al.: Positionspapier Drittmittel = Prise de position sur les fonds tiers. 2015, ISBN 978-3-03305138-6.
- Oriana Schällibaum et al.: Nachhaltigkeit an Schweizer Hochschulen = Développement durable au sein des hautes écoles suisses. 2016, ISBN 978-3-03305512-4.
- Sozialkommission des VSS (SoKo) / Nicolas Diener et al.: Studieren mit Behinderung und/oder chronischer Krankheit = Étudier avec un handicap et/ou une maladie chronique. 2016, ISBN 978-3-03305679-4.
- Martina von Arx et al.: Hochschulzugang für studentische Geflüchtete = Accès aux hautes écoles pour les réfugié-e-s étudiant-e-s. 2017, ISBN 978-3-03306018-0.
- Sozialkommission des VSS (SoKo) / Lea Widmer et al.: Positionspapier Wohnsituation = Prise de position sur la situation du logement. 2017, ISBN 978-3-03306349-5.

### Jubiläumsschriften
- Philipp Etter, Vito Picenoni, O.-H. Duthaler & P. Bourgeois, Hans Abegg, H. Bosshardt, Max H. Schneebeli, H. Stahel, Eduard Fueter junior und andere: 25 Jahre Verband der Schweizerischen Studentenschaften (VSS). In: Schweizerische Hochschulzeitung. Band 18, Nr. 5, 1945, S. 281–352.
- Bertram Schefold (Hrsg.): VSS Geschichte: Eine Sammlung von Briefen ehemaliger VSS-Vorstandsmitglieder. 1968, OCLC 637324385.
- Urs Hänsenberger, Helmut Ridder, Rolf Deppeler, François Gross, Henri-Philippe Cart, Thomas Heilmann, Laurent Duvanel, Luc Recordon, Stephan Holländer, Marianne Müller-Hoegstedt, Franz Cahannes: Studentenpolitik – Politik mit Studenten? : 60 Jahre Verband der Schweizerischen Studentenschaften. 1981, OCLC 884723113.
- Annemarie Pieper, Markus Schüpbach, Arnold Müller, Eduard Kellenberger, Pierre Ducrey (ReferentInnen): Hochschule und Verantwortung in den neunziger Jahren. Jubiläumsveranstaltung des VSS/UNES im Rahmen des 100. Delegiertenrates und 55. Jahreskongresses vom 13. November 1987 an der Universität Basel. 1989, OCLC 980321330.
- Gabriela Amarelle & Kathrin Bürgi (Herausgeberinnen); Ruth Dreifuss (Vorwort); Talin Stoffel, Philippe November, Gerhard M. Schuwey, Francis Waldvogel, Claude Calame, Edmée Ollagnier, Saba Bahar, Pascale Vielle, Laura Magdalena, François-Xavier Merrien, Georg Kreis, Jean-Claude Favez, Alain Clémence, Hervé Pichelin, Jean-Philippe Leresche, Christophe Jaccoud, Rolf Deppeler, Nivardo Ischi, Eric Junod, Jean-Pierre Boillat, Jean-Pierre Meylan, Boris Fejfar, Anne-Catherine Lyon, Claire Rubattel, Andreas Scheuber, Bernadette Häfliger, Martin Bienlein, Nicolas Dufour, Daniel Schärer, Jérôme Cachin: Wer profitiert von der Universität? Überlegungen von VertreterInnen der Hochschulpolitik = A qui profite l'université? : des pistes de réflexion par ses principaux/-ales acteurs/-trices. Publikation aus Anlass des 75-jährigen Bestehens des VSS = publication à l'occasion des 75 ans de l'UNES. 1996, OCLC 75798046.

### Archivalien
Archivalien des Verbandes befindet sich im Staatsarchiv des Kantons Zürich, in der Schweizerischen Nationalbibliothek und im Schweizerischen Bundesarchiv.